# Hühnerberg (Burghaun)
Der Hühnerberg ist eine 373,4 m ü. NHN hohe Erhebung auf der Gemarkung Burghauns im osthessischen Landkreis Fulda, der von mehreren Wanderwegen durchzogen wird.

## Etymologie
Zur Herkunft des Namens Hühnerberg existieren mehrere namenkundliche Sichtweisen. Wahrscheinlich ist, dass infolge  „willkürlicher Umdeutung, vielleicht auch mit begrifflicher Nebenassoziation infolge volkstümlicher und amtlicher Umdeutung“ der Berg seinen Namen nicht von Haushühnern (Gallus gallus domesticus) hat, sondern von dem nahegelegenen Fluss „Haune“ (Haune = Huna; ‚Berg an der Haune/Hune‘ = Hauneberg/Hunaberg/Hünberg/Hühnerberg).

## Geographie
Der Hühnerberg liegt zwischen Burghaun und Rothenkirchen, historisch in Reichweite der Altstraßen Antsanvia und Via Regia. Die Erhebung ist bewaldet, „der fruchtbare Boden zwischen der Ortslage von Burghaun und dem Wald wird von den einheimischen Landwirten bewirtschaftet.“ Der Berg ist mit seiner charakteristischen Wald-/Wiesenlandschaft und den Rundwegen ein Naherholungsgebiet der Gemeinde Burghaun. Südlich der bewaldeten Hühnerberganhöhe besteht ein Rundblick über Burghaun nach Hünfeld, auf das Hessische Kegelspiel, nach Osten zum Kegelspiel-Radweg sowie ein Fernblick bis zur Wasserkuppe.

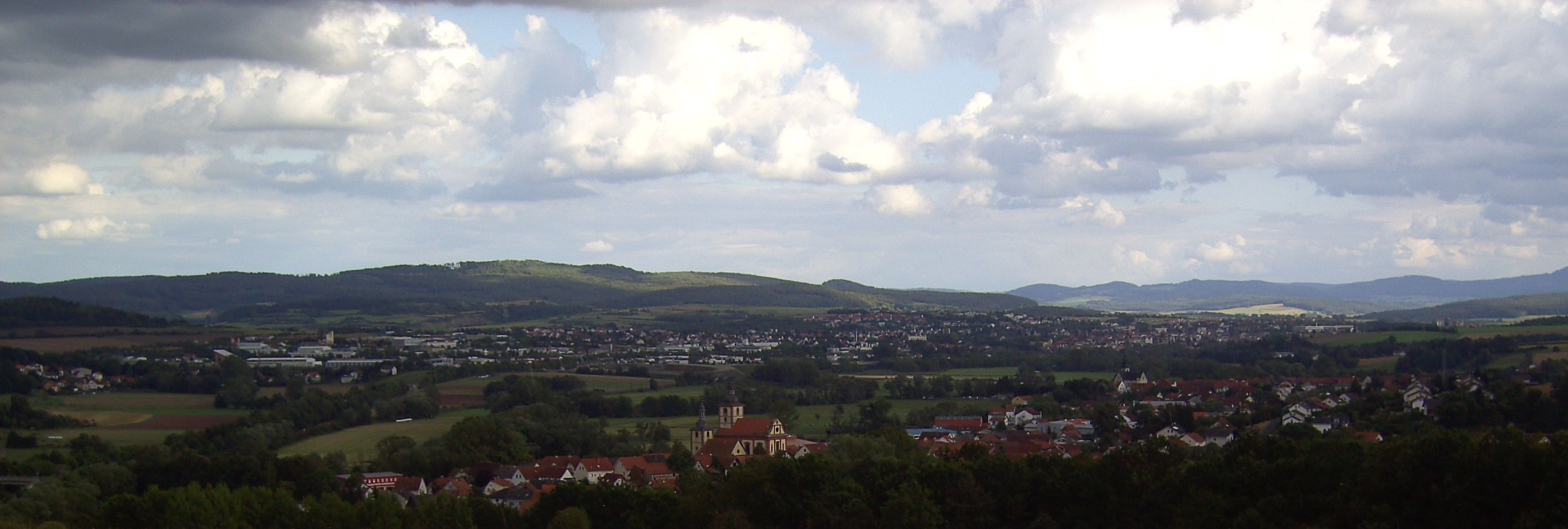
Blick vom Hühnerberg über Burghaun nach Hünfeld

## Trivia
Zum Schutz vor der Bebauung des Hühnerbergs mit Windkraftanlagen gründete sich 2011 der Verein zur Erhaltung der Kulturlandschaft am Hühnerberg e. V.